# Hadena olbiena
Hadena olbiena är en fjärilsart som beskrevs av Charles Andreas Geyer 1834. Hadena olbiena ingår i släktet Hadena och familjen nattflyn. Inga underarter finns listade i Catalogue of Life.